# Dolgo Brdo, Ljubljana
Dolgo Brdo je naselje v Mestni občini Ljubljana.